# Dathus
Dathus (auch: Datus; † um 190) war ein früher Bischof von Ravenna.
Dathus war vermutlich Nachfolger des Probus im Bischofsamt. Die Legende berichtet, dass eine Taube über seinem Kopf erschienen sei und ihn so als neuen Bischof auserwählt habe. Sein Vorgänger Apollinaris soll ihn geweiht haben. Dathus habe neun Jahre amtiert. Er sei dann während der Amtszeit von Papst Eleutherus und Kaiser Commodus in Frieden entschlafen. Er wird als Heiliger verehrt; sein Gedenktag ist der 3. Juli. Als sein Nachfolger im Bischofsamt gilt Liberius.